# Torok Sándor
Torok Sándor (Bácskossuthfalva, 1936. május 13. – 2006. június 12.) magyar festő.

## Élete és munkássága
Ómoravicán született, aminek a hivatalos magyar neve Bácskossuthfalva. A Belgrádi Egyetem hallgatója volt 1954 és 1959 között, illetve az Újvidéki Tanárképző Főiskola képzőművészeti szakának hallgatója 1966 és 1968 között. 
Mintegy 80 önálló tárlata volt Európa-szerte. Több száz jelentős hazai és nemzetközi csoportos tárlaton vett részt. Számos művésztelepet hozott létre, vezetett vagy a résztvevője volt. Tanítványai között volt Láng Eszter.
Munkásságát mintegy 30 jelentős magyar és külföldi szakmai díjjal ismerték el. Számos jelentős közgyűjtemény őrzi munkáit.

## Forrás
- Láng Eszter: Torok Sándor emlékkiállítása elé
- Kieselbach Galéria